# Nejvyšší vůdce Afghánistánu
Nejvyšší vůdce Afghánistánu (paštunsky: د افغانستان مشر; Də Afġānistān Damshīr), oficiálně Nejvyšší vůdce Afghánského islámského emirátu (paštunsky: د افغانستان د اسلامي امارت مشر; Də Afġānistān Islāmī Imārat Damshīr), taktéž označovaný náboženským titulem Kníže věřících (arabsky: أَمِيْر ٱلْمُؤْمِنِيْن; Amír al-mu‘minín), neoficiálně také zvaný Emír Afghánistánu je hlava státu a absolutní vládce Afghánistánu; zároveň je lídrem hnutí Tálibán, které Afghánistán ovládá.

## Historie
Tato pozice byla ustanovena Muhammadem Umarem, který byl 4. dubna 1996 v Kandaháru prohlášen knížetem věřících. Tálibán se následně dne 27. září 1996 zmocnil kontroly nad Kábulem, svrhl prezidenta Burhánuddína Rabbáního a dosadil Umara jako nejvyššího vůdce. Po invazi Spojených států do Afghánistánu v roce 2001 byl Umar sesazen a byla obnovena republika. Tálibán pokračoval v povstalecké válce a i nadále považoval Umara za hlavu svého státu. Po jeho smrti roku 2013 byl vůdcem zvolen Achtar Mansúr, který byl v roce 2016 zabit americkým útokem. Následně byl za vůdce Tálibánu zvolen Hajbatulláh Achúndzáda, který se po opětovném dobytí Kábulu a útěku prezidenta Ašrafa Ghaního stal 19. srpna 2021 vládcem Afghánistánu.

## Postavení
Afghánský emirát nemá ústavu a za svůj základní dokument považuje Korán. Není tedy nijak stanovena dělba moci a vůdce tak ve svých rukou soustřeďuje moc zákonodárnou (vydává dekrety s platností zákona), výkonnou (jmenuje a odvolává předsedu a členy vlády, stejně jako regionální úředníky) i soudní (nařizuje výklad práva, jmenuje a odvolává soudce včetně členů Nejvyššího soudu). 
Přestože se vůdce na veřejnosti objevuje výjimečně, plní také ceremoniální role, například v dubnu 2024 vedl Hajbatulláh Achúndzáda modlitby příležitosti muslimského svátku íd al-fitr. Výjimečné jsou rovněž zahraniční cesty, jednou z mála byla jeho utajovaná návštěva Kataru a jednání s tamním premiérem v květnu 2023.
V případě uprázdnění funkce zvolí nového nejvyššího vůdce Rada pro vedení. Není jasné, jak dlouho může nejvyšší vůdce zůstat u moci, zda a jak může být nahrazen a zda může vybrat vlastního nástupce.

## Seznam vůdců
| Jméno                  | Období ve funkci                 | Poznámka                                                                                                  |
| ---------------------- | -------------------------------- | --- |
| Muhammad Umar          | 4. dubna 1996 –⁠⁠⁠⁠⁠⁠ 23. dubna 2013   | vládce Afghánistánu od 27. září 1996 (vyhlášení Emirátu) do 13. listopadu 2001 (pád Kábulu), poté v exilu |
| Achtar Mansúr          | 23. dubna 2013 –⁠⁠⁠⁠⁠⁠ 21. května 2016 | v exilu                                                                                                   |
| Hajbatulláh Achúndzáda | 21. května 2016 –⁠⁠⁠⁠⁠⁠ dosud          | v exilu do 15. srpna 2021 (pád Kábulu), poté vládce Afghánistánu                                          |